# Liste der Monuments historiques in Verdon (Marne)
Die Liste der Monuments historiques in Verdon führt die Monuments historiques in der französischen Gemeinde Verdon auf.

## Liste der Objekte
| Bezeichnung               | Beschreibung                                                     | Standort                     | Kennzeichnung | Schutzstatus | Datum | Bild |
| ------------------------- | ---------------------------------------------------------------- | ---------------------------- | ------------- | ------------ | ----- | ---- |
| Kirchenfenster            | aus dem 16. Jahrhundert                                          | in der Kirche St-Malo (Lage) | PM51001137    | Classé       | 1930  |      |
| Skulptur Madonna mit Kind | Holz, farbig gefasst, 15. Jahrhundert                            | in der Kirche St-Malo (Lage) | PM51002937    | Inscrit      | 1978  |      |
| Hauptaltar                | Altartisch und Tabernakel; Holz, farbig gefasst, 18. Jahrhundert | in der Kirche St-Malo (Lage) | PM51002936    | Inscrit      | 1978  |      |
| Bodenbelag                | Keramikfliesen, 16. Jahrhundert                                  | in der Kirche St-Malo (Lage) | PM51001138    | Classé       | 1930  |      |
| Zwei Seitenaltäre         | Holz, farbig gefasst, 18. Jahrhundert                            | in der Kirche St-Malo (Lage) | PM51002935    | Inscrit      | 1978  |      |
| Taufbecken                | Stein, 14. Jahrhundert                                           | in der Kirche St-Malo (Lage) | PM51002934    | Inscrit      | 1978  |      |
| Tabernakel                | Holz, farbig gefasst, 18. Jahrhundert                            | in der Kirche St-Malo (Lage) | PM51002938    | Inscrit      | 1978  |      |